# Odemira
Odemira és un municipi portuguès, situat al districte de Beja, a la regió d'Alentejo i a la subregió d'Alentejo Litoral. L'any 2004 tenia 25.734 habitants. Limita al nord amb Sines i Santiago do Cacém, a l'est amb Ourique, al sud-est amb Silves, al sud amb Monchique i Aljezur i a l'oest amb l'oceà Atlàntic. Va rebre carta foral d'Alfons III el 1256.

## Població
| Població del concelho d'Odemira (1801 – 2004) | Població del concelho d'Odemira (1801 – 2004) | Població del concelho d'Odemira (1801 – 2004) | Població del concelho d'Odemira (1801 – 2004) | Població del concelho d'Odemira (1801 – 2004) | Població del concelho d'Odemira (1801 – 2004) | Població del concelho d'Odemira (1801 – 2004) | Població del concelho d'Odemira (1801 – 2004) | Població del concelho d'Odemira (1801 – 2004) |
| --------------------------------------------- | --------------------------------------------- | --------------------------------------------- | --------------------------------------------- | --------------------------------------------- | --------------------------------------------- | --------------------------------------------- | --------------------------------------------- | --------------------------------------------- |
| 1801                                          | 1849                                          | 1900                                          | 1930                                          | 1960                                          | 1981                                          | 1991                                          | 2001                                          | 2004                                          |
| 6390                                          | 11669                                         | 20489                                         | 32541                                         | 43999                                         | 29463                                         | 26418                                         | 26106                                         | 25738                                         |

## Freguesies
- Bicos
- Boavista dos Pinheiros
- Colos
- Longueira / Almograve
- Luzianes-Gare
- Pereiras-Gare
- Relíquias
- Sabóia
- Santa Clara-a-Velha
- Santa Maria (Odemira)
- São Luís
- São Martinho das Amoreiras
- São Salvador (Odemira)
- São Teotónio
- Vale de Santiago
- Vila Nova de Milfontes
- Zambujeira do Mar